# Daniel Hamburg

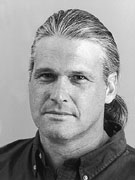
Daniel Hamburg

Daniel Hamburg (* 6. Oktober 1948 in St. Louis, Missouri) ist ein US-amerikanischer Politiker. Zwischen 1993 und 1995 vertrat er den Bundesstaat Kalifornien im US-Repräsentantenhaus.

## Werdegang
Daniel Hamburg studierte bis 1970 an der Stanford University in Kalifornien. Danach lebte er in Ukiah, wo er eine alternative Schule gründete. Zwischenzeitlich entwickelte er in China ein Studienprogramm für kulturelle Weiterentwicklung. Zwischen 1976 und 1980 gehörte Hamburg der Planungskommission der Stadt Ukiah an. Von 1981 bis 1985 war er Landrat im Mendocino County. Politisch war er damals Mitglied der Demokratischen Partei. Bei den Kongresswahlen des Jahres 1992 wurde er im ersten Wahlbezirk von Kalifornien in das US-Repräsentantenhaus in Washington, D.C. gewählt, wo er am 3. Januar 1993 die Nachfolge von Frank Riggs antrat, den er bei der Wahl geschlagen hatte. Da er im Jahr 1994 gegen Riggs verlor, konnte er bis zum 3. Januar 1995 nur eine Legislaturperiode im Kongress absolvieren.
Nach dem Ende seiner Zeit im US-Repräsentantenhaus schloss sich Daniel Hamburg der Green Party an. Dort setzt er sich für den Umweltschutz ein. Im Jahr 1998 bewarb er sich erfolglos als Kandidat seiner neuen Partei um das Amt des Gouverneurs von Kalifornien. Bei den Präsidentschaftswahlen des Jahres 2000 unterstützte er Ralph Nader, den Kandidaten seiner Partei. Im gleichen Jahr wurde er verhaftet, weil er für die Legalisierung von Marihuana demonstrierte. Seit 2010 sitzt er im Kreisrat des Mendocino County.